# Gedangan (Grogol)
Gedangan is een bestuurslaag in het regentschap Sukoharjo van de provincie Midden-Java, Indonesië. Gedangan telt 7587 inwoners (volkstelling 2010).